# Enric I de Verdun
Enric I de Verdun (? - 31 de maig de 1091) era canonge i ardiaca del capítol de la Catedral de Sant Lambert i príncep-bisbe del principat de Lieja de 1075 fins a la seva mort el 1091.
Era el fill del comte Frederic de Toul i un nebot de Godofreu IV, duc de Baixa Lorena.
El renom «Verdun» no és lligat a una família, però prové del fet que va estudiar a l'escola catedràtica de la ciutat de Verdun, abans d'arribar a Lieja.
Al moment de la mort del seu predecessor, Teoduí de Baviera, la Lluita de les Investidures estava al seu punt àlgid. El capítol va voler nomenar l'abat del principat de Stavelot-Malmedy, un cert Teodoric, preferit del papa. Però el rei Enric IV no ho va apreciar gaire i Godofreu IV va proposar el seu nebot, aleshores ardiaca al capítol de la catedral de Sant Lambert de Lieja.
L'actitud d'Enric de Verdun va ser força ambigua. Al Sínode de Worms va votar en favor de la destitució del Papa Gregori VI, al seu bisbat en canvi va aplicar les prescripcions de la reforma gregoriana. Així va assetjar el 1082 l'abadia de Sint-Truiden junts amb el seu fidel Arnold I de Loon per a imposar el seu abat candidat contra el candidat preferit pels monjos i investit per Enric IV. Enric va obtenir el sobrenom «el pacífic» perquè va reeixir a instal·lar la pau de déu i instaurar un tribunal de pau. Teòricament, aquest tribunal hauria hagut d'evitar els reglaments de comptes privats amb les armes, però de fet, a poc a poc els comtes i els clergues es van sostreure a la jurisdicció d'aquest tribunal que acabarà tractant només litigis privats. Va morir el 31 de maig de 1091 i van sebollir-lo a la col·legiata de la Mare de Déu de Huy.